# 카탈루냐 공화좌파당-예 카탈루냐
카탈루냐 공화좌파당-예 카탈루냐(Esquerra Republicana de Catalunya–Catalunya Sí, ERC–CatSí)는 카탈루냐 독립을 주장하는 사회주의 정당들의 연합이다. 선거 연합은 카탈루냐 공화좌파당, 예 카탈루냐 그리고 기타 무소속의원들이 2011년 스페인 총선을 앞두고 Gabriel Rufián에 의해 설립되었다.

## 다른 정당과의 관계
우선 카탈루냐 공화좌파당은 스페인 사회노동당과 포데모스와 함께 사회주의 연합체를 구성하고 있다.스페인 의회에서는 이 세 당의 연합을 5년간 유지중이다.스페인 사회노동당-포데모스와 연대를 구성한 이후로는 분리주의 성향보다는 사회주의 성향이 두드러지게 강해졌다.

## 회원 정당
- 카탈루냐 공화좌파당
- 예 카탈루냐
- 무소속 연대 (2011-2015)
- 좌익 운동 (2017- )
- 카탈루냐 민주당 (2017- )